# Kancelář veřejného ochránce práv
Kancelář veřejného ochránce práv je organizační složka státu, založená v roce 2001 za účelem organizačního, odborného i technického zabezpečení činnosti veřejného ochránce práv. Sídlí stejně jako veřejný ochránce práv v Brně a v jejím čele stojí veřejným ochráncem práv jmenovaný vedoucí, který jedná jménem kanceláře a zastupuje ji navenek. Vedoucím je JUDr. Pavel Pořízek, Ph.D.

## Struktura
Kromě sekretariátu veřejného ochránce práv a jeho zástupce, sekretariátu vedoucího kanceláře a útvaru interního auditu má tři odbory. Nejdůležitější je odbor právní, který zabezpečuje hlavní činnost veřejného ochránce práv. Odbor administrativních a spisových služeb a odbor vnitřní správy pak zabezpečují vnitřní chod kanceláře.

### Odbor právní
Člení se podle právních oblastí, které veřejný ochránce práv převážně řeší:
- oddělení stavebního řádu a životního prostředí
- oddělení veřejného pořádku a místní správy
- oddělení dohledu nad omezovaním osobní svobody
- oddělení sociálního zabezpečení
- oddělení rovného zacházení
- oddělení justice, migrace a financí
- oddělení rodiny, zdravotnictví a práce

### Odbor administrativních a spisových služeb
- oddělení administrativních služeb
- oddělení spisových služeb

### Odbor vnitřní správy
- oddělení ekonomické
- referát personální a ekonomiky práce
- referát informatiky a IT
- referát dopravy
- referát správy budovy